# Werben (Brandenburgia)
Werben (dolnołuż. Wjerbno) – gmina w Niemczech, w kraju związkowym Brandenburgia, w powiecie Spree-Neiße, wchodzi w skład urzędu Burg (Spreewald).
Pod koniec XIX wieku w miejscu parafia ewangelicka.

## Osoby urodzone w Werben
- Mato Kósyk - poeta